# カールトン (カクテル)
カールトン (carlton) は、ウイスキーベースのカクテルである。

## 標準的なレシピ
- ウイスキー - 30ml[1]
- ホワイト・キュラソー - 10ml[1]
- オレンジ・ジュース - 20ml[1]

## 作り方
- シェイカーに材料を全て入れる[1]。
- シェイクし、カクテル・グラスに注ぐ[1]。

## 備考
- ベースとなるウイスキーの種類は特に指定されていないが[1]、カナディアン・ウイスキーをベースに指定している文献もある[2]。
- レシピの分量をウイスキー30ml、ホワイト・キュラソー15ml、オレンジ・ジュース15mlと指定している文献もある[2]。
- ベースをジンに変えると、イエロー・レディ (yellow lady) と呼ばれるカクテルになる[3]。なお、イエロー・レディの場合、ジンは30ml、ホワイト・キュラソーは15ml、オレンジ・ジュースは15mlと分量が変わるが[3]、上述したようにカールトンでもイエロー・レディと同じ分量で作るレシピもある[2]。

## バリエーション
- オレンジ・ジュースをレモン・ジュースに変えると、ウイスキー・サイドカー[4]
- オレンジ・ジュースをレモン・ジュースに変えた上でベースとなるウイスキーにスコッチ・ウイスキーを使用すると、サイレント・サード[5]
- オレンジ・ジュースをレモン・ジュースに変えた上でベースとなるウイスキーにバーボン・ウイスキーあるいはライ・ウイスキーを使用すると、チャペル・ヒル[6]